# Orthochromis uvinzae
Orthochromis uvinzae é uma espécie de peixe da família Cichlidae.
É endémica da Tanzânia.
Os seus habitats naturais são: rios.
Está ameaçada por perda de habitat.